# جاكوب كولير
جاكوب كولير (بالإنجليزية: Jacob Collier)‏ هو مغني وموسيقي بريطاني، ولد في 2 أغسطس 1994 في لندن في المملكة المتحدة.

## وصلات خارجية
- الموقع الرسمي
- جاكوب كولير على موقع IMDb (الإنجليزية)
- جاكوب كولير على موقع ميوزك برينز (الإنجليزية)
- جاكوب كولير على موقع أول ميوزيك (الإنجليزية)
- جاكوب كولير على موقع ديسكوغز (الإنجليزية)
- جاكوب كولير على موقع قاعدة بيانات الفيلم (الإنجليزية)